# 楔颖草属
楔颖草属（学名：Apocopis）是禾本科下的一个属，为一年生或多年生草本植物。该属共有约17种，分布亚洲。